# The Rugby Championship
The Rugby Championship är en årlig rugbyturnering på södra halvklotet mellan Nya Zeelands, Australiens, Sydafrikas och Argentinas landslag. Den startades 1996 av de tre förstnämnda lagen i ett försök att skapa en motsvarighet till norra halvklotets Six Nations Championship. Sitt nuvarande namn fick turneringen då Argentina tillkom 2012, efter att tidigare ha kallats Tri Nations. Turneringen återgick tillfälligt till Tri Nations-formatet 2020 då Sydafrika avstod från att delta på grund av Covid-19-pandemin.

## Format
Turneringen spelas på vintern, fram till 2006 spelades turneringen i form av dubbelmöten med en match hemma och en borta. Efter det utökades antalet matcher genom att spela trippelmöten mellan lagen med undantag för de år då världsmästerskapet hölls då formatet åter blev dubbelmöten. I och med Argentinas inklusion i turneringen spelas åter dubbelmöten med en hemmamatch och en bortamatch.

## Vinnare
| Tri Nations | Tri Nations |
| År          | Vinnare     |
| ----------- | ----------- |
| 1996        | Nya Zeeland |
| 1997        | Nya Zeeland |
| 1998        | Sydafrika   |
| 1999        | Nya Zeeland |
| 2000        | Australien  |
| 2001        | Australien  |
| 2002        | Nya Zeeland |
| 2003        | Nya Zeeland |
| 2004        | Sydafrika   |
| 2005        | Nya Zeeland |
| 2006        | Nya Zeeland |
| 2007        | Nya Zeeland |
| 2008        | Nya Zeeland |
| 2009        | Sydafrika   |
| 2010        | Nya Zeeland |
| 2011        | Australien  |
| 2020        | Nya Zeeland |

| The Rugby Championship | The Rugby Championship |
| År                     | Vinnare                |
| ---------------------- | ---------------------- |
| 2012                   | Nya Zeeland            |
| 2013                   | Nya Zeeland            |
| 2014                   | Nya Zeeland            |
| 2015                   | Australien             |
| 2016                   | Nya Zeeland            |
| 2017                   | Nya Zeeland            |
| 2018                   | Nya Zeeland            |
| 2019                   | Sydafrika              |
| 2021                   | Nya Zeeland            |
| 2022                   | Nya Zeeland            |
| 2023                   | Nya Zeeland            |
| 2024                   | Sydafrika              |